# غابرييل بيانكي
غابرييل بيانكي (بالإيطالية: Gabriele Bianchi)‏ هو ملحن إيطالي، ولد في 27 أغسطس 1901 في فيرونا في إيطاليا، وتوفي في 8 أكتوبر 1974 في ميرانو الإيطالية في إيطاليا بسبب مرض.

## وصلات خارجية
- غابرييل بيانكي على موقع أوليمبيديا (الإنجليزية)